# Mousqueton de cavalerie modèle An IX
Mousqueton de cavalerie modèle An IX (кавалерійський мушкетон зразка IX року) — кавалерійській карабин прийнятий на озброєння французької легкої кавалерії у 1800—1801 роках (IX рік республіканської ери). Поступав на озброєння гусарських та кінно-єгерських полків, а також гвардійських жандармів, гвардійських кінних гренадерів (використовувався до 1806 року), з 1811 року — кірасирських та карабінерських полках. Також їм користувались піхотні барабанщики, музики, сапери та моряки. Широко застосовувався під час наполеонівських війн.

## Опис

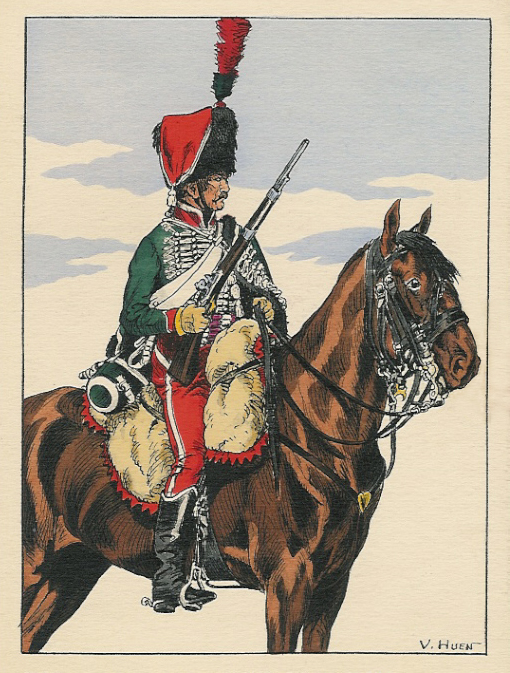
Гусар 8-го полку з мушкетоном, 1804 р.

Являв собою дульнозарядну гладкоствольну зброю з ударно-кременевим замком. До мушкетона можна було приєднати багнет довжиною 57 см. Кавалеристи носили мушкетон на панталері — ремені з біленої шкіри, з карабинчиком на кінці для кріплення мушкетона, для чого останній мав з лівого боку металевий погон з кільцем.

## Виробництво
Вироблявся на багатьох збройових мануфактурах Французької імперії — у Шарлевілі, Сент-Етьєні, Мобежі, Тулі, Мюцигі, Турині, Роанні, Льєжі, Кюлемборзі та Версалі. Усього з XI року республики (1802—1803) до 1815 року вироблено 221 420 мушкетонів, з урахуванням виробництва 1816—1817 років — 224 505.
Мушкетон також міг виступати в якості почесної зброї (фр. Armes d'honneur) — нагородної зброї, офіційно встановленою у 1799 році. Відомо, що у XII—XIII роках республики, було виготовлено 58 нагородних мушкетонів.